# Un professore alle elementari
Un professore alle elementari (Drexell's Class) è una serie televisiva statunitense in 18 episodi trasmessi per la prima volta nel corso di una sola stagione dal 1991 al 1992.

## Trama
Otis Drexell è un insegnante di una scuola elementare di Cedar Bluffs, Iowa. Otis ha accettato il lavoro come sospensione della pena inflittagli a seguito del fallimento di una società di cui era dirigente. Otis è divorziato con due figlie che vivono con lui, Melissa (A.J. Langer) e Brenda (interpretata da una quattordicenne Brittany Murphy).

## Personaggi e interpreti

### Personaggi principali
- Otis Drexell (18 episodi, 1991-1992), interpretato da Dabney Coleman.
- Roscoe Davis (18 episodi, 1991-1992), interpretato da Dakin Matthews.
- Kenny Sanders (18 episodi, 1991-1992), interpretato da Damian Cagnolatti.
- Melissa Drexell (18 episodi, 1991-1992), interpretata da A.J. Langer.
- Brenda Drexell (18 episodi, 1991-1992), interpretata da Brittany Murphy.
- Preside Marilyn Ridge (18 episodi, 1991-1992), interpretata da Edie McClurg.
- George Foster (18 episodi, 1991-1992), interpretato da Cleavant Derricks.
- Slash (18 episodi, 1991-1992), interpretato da Phil Buckman.
- Bernadette (18 episodi, 1991-1992), interpretata da Jacqueline Donnelly.
- Lionel (18 episodi, 1991-1992), interpretato da Matthew Slowik.
- Willie Trancas (14 episodi, 1991-1992), interpretato da Jason Biggs.
- Nicole Finnigan (14 episodi, 1991-1992), interpretata da Heidi Zeigler.
- Walker (14 episodi, 1991-1992), interpretato da Matthew Lawrence.

### Personaggi secondari
- Preside Francine E. Itkin (7 episodi, 1991), interpretata da Randy Graff.
- Timothy (3 episodi, 1991-1992), interpretato da Brandon Douglas.
- Rosie (3 episodi, 1991-1992), interpretata da Julie McCullough.

## Produzione
La serie, del genere sitcom, ideata da Andrew Nicholls e Darrell Vickers, fu prodotta da 20th Century Fox Television. Tra i registi della serie è accreditato Matthew Diamond (16 episodi, 1991-1992).

## Distribuzione
La serie fu trasmessa negli Stati Uniti dal 19 settembre 1991 al 5 marzo 1992 sulla rete televisiva Fox. In Italia è stata trasmessa su Italia 1 con il titolo Un professore alle elementari.

## Episodi
| Stagione       | Episodi | Prima TV USA |
| -------------- | ------- | ------------ |
| Prima stagione | 18      | 1991-1992    |